# Emil, avagy a nevelésről
Az Emil, avagy a nevelésről (franciául: Émile ou De l’éducation) Jean-Jacques Rousseau regénye, amely 1762-ben jelent meg. Ez volt az író legnagyobb hatású műve; a párizsi parlament nyilvánosan elégettette a könyvet, az egyházi hatóságok pedig kiátkozták szerzőjét.
A szerző, aki a való életben rossz nevelőnek bizonyult, saját pedagógiai elveit fogalmazta meg, amelyek a gyermeket állítják a középpontba, és amelyek segítségével a természete szerint jó embert derék felnőtté lehet nevelni. A mű alapmotívumai a szabadság, az erkölcsi erényesség és az ember boldogságkeresése.

## Magyarul
- Emil, vagy A nevelésről; ford., jegyz. Führer Ignác; Franklin, Bp., 1875
- Emil, vagy A nevelésről; ford. Füredi Ignác; 2., jav. kiad.; Franklin, Bp., 1896
- Emil, vagy A nevelésről; ford., utószó, jegyz. Győry János; Tankönyvkiadó, Bp., 1957 (Neveléstörténeti könyvtár)